# Parti de la liberté du peuple (Népal)
Pour les articles homonymes, voir Parti de la liberté du peuple.
Le Parti de la liberté du peuple (en népalais : नागरिक उन्मुक्ति पार्टी ; en anglais : Nagrik Unmukti Party NUP) est un parti politique népalais. Le parti est principalement basé dans la région de Teraï, en particulier dans le district de Kailali,.

## Histoire

### Fondation et enregistrement
Le parti est formé sous la coordination du membre à la Chambre des représentants, Resham Lal Chaudhary (en). En raison de certaines condamnations à la loi, il ne peut pas présider le parti, de sorte que sa femme est choisie comme présidente à la place. Il quitte son ancien parti, le Parti socialiste populaire du Népal, affirmant que le parti est devenu centré sur le pouvoir, oubliant le mandat fourni par les citoyens que les dirigeants n'utilisent que comme banque de vote.

### Expansion du parti et première élection
Le parti se développe rapidement en quelques mois dans la région de Teraï. Le parti émerge étonnamment comme le plus grand parti du district de Kailali, remportant quatre élections au niveau local, dont deux municipalités et deux municipalités rurales. Le parti balaie le Parti socialiste démocratique du Népal et le Parti socialiste populaire du Népal de la région de Teraï en conservant son bloc de vote traditionnel.

## Résultats électoraux

### Élections législatives
| Année | Voix | % | Sièges  | Rang |
| ----- | ---- | - | ------- | ---- |
| 2022  |      |   | 3 / 275 |      |